# Харам (коммуна)
Харам (норв. Haram) — коммуна в губернии Мёре-ог-Ромсдал в Норвегии. Административный центр коммуны — город Браттвог. Официальный язык коммуны — нюнорск. Население коммуны на 2007 год составляло 8617 чел. Площадь коммуны Харам — 260,45 км², код-идентификатор — 1534.

## История населения коммуны
Население коммуны за последние 60 лет.

Статистика коммуны Харам